# Mustafa Turgat
Mustafa Turgat (* 25. August 1954; † 22. Januar 2022) war ein türkischer Fußballspieler.

## Karriere

### Im Verein
Mustafa Turgat begann seine Karriere bei Altay Izmir in der Saison 1972/73 und kam zu sechs Einsätzen. Ab der Saison 1973/74 gehörte er zu den Stammspielern im Mittelfeld. In der Spielzeit 1978/79 war Turgat mit seinen Teamkollegen im türkischen Pokalfinale. Dort trafen sie auf Fenerbahçe Istanbul. Altay gewann das Hinspiel vor heimischer Kulisse mit 2:1, jedoch verlor man das Rückspiel 2:0 und so wurde Fenerbahçe Pokalsieger.
In der nachfolgenden Saison kam Altay erneut ins Finale. Dieses Mal war der Gegner Galatasaray Istanbul. Erneut gewann Turgat mit Altay das Hinspiel. Das Rückspiel ging unentschieden zu Ende und Altay wurde türkischer Pokalsieger. Nach der Saison 1980/81 verließ der Mittelfeldspieler Altay Izmir. Turgat kam für Altay zu 185 Ligaspielen und traf neun Mal das Tor. Sein neuer Verein war Galatasaray Istanbul. Am Ende der Saison 1981/82 gewann er mit den Gelb-Roten den türkischen Pokal und den türkischen Supercup. 
Mustafa Turgat beendete im Sommer 1983 seine Karriere.

### In der Nationalmannschaft
Mustafa Turgat spielte von 1979 bis 1980 dreimal für die Türkei.

## Erfolge
Altay Izmir
- Türkischer Fußballpokal: 1980

Galatasaray Istanbul
- Türkischer Fußballpokal: 1982
- Devlet Başkanlığı Kupası: 1982